# 今村恭太郎
今村 恭太郎（いまむら やすたろう、1869年6月19日（明治2年5月10日） - 1936年（昭和11年）12月7日）は、日本の裁判官。日比谷焼打事件の裁判長などを務め、借地借家法の功労者としても知られる。妻・菊子は伍堂卓爾の六女で、海軍軍人で実業家、政治家の伍堂卓雄の妹。

## 略歴
- 1869年　今村信行（大審院判事）の長男として出生。明治法律学校卒業。
- 1893年　判事検事登用試験に合格し、司法官試補となる。長野区裁判所に赴任。
- 1896年　下谷区裁判所判事
- 1897年　東京区裁判所判事
- 1900年　東京弁護士会入会[2]
- 1901年　東京弁護士会退会、東京地方裁判所判事
- 1902年　東京控訴院判事
- 1903年　東京地方裁判所部長　 - 新聞紙条例事件、日比谷焼討事件事件等
- 1910年　東京控訴院部長
- 1913年　神戸地方裁判所長、高等官二等
- 1919年　横浜地方裁判所長
- 1920年　東京地方裁判所長、高等官一等
- 1927年　広島控訴院長
- 1936年　死去。68歳。墓所は谷中霊園。

## エピソード
関東大震災発生時には東京地方裁判所所長であり、岡慶治（日比谷焼討事件の左陪審 ）は浦和地方裁判所所長であった。

## 裁判例
- 堺利彦新聞紙條例違反事件 -  1904年4月5日判決「被告を軽禁錮3か月に処す。被告発行平民新聞はその発行を禁ず。押収の平民新聞1枚は所有者に還付す。」[3]
- 「小学教師に告ぐ」事件  - 1904年11月11日判決  [4]
- 共産党宣言事件  -  1904年12月20日判決「被告光次郎、伝次郎、利彦を何れも罰金80円に処す。」 [5]

## 栄典
位階
- 1923年（大正12年）12月28日 - 正四位[6]

勲章等
- 1918年（大正7年）6月29日 - 勲三等瑞宝章[7]